# میج وایتمن
میج وایتمن (انگلیسی: Midge Whiteman؛ زادهٔ) راننده خودروی مسابقه‌ای اهل استرالیا است.

او در سال ۱۹۶۷ در مسابقه گالاهر ۵۰۰ همراه با جین ریچاردسون و با موریس 1100S در مسابقه شرکت کرد.